# Ryan Spooner
Ryan Bradley Spooner, född 30 januari 1992, är en kanadensisk professionell ishockeyspelare som spelar för Avangard Omsk i KHL.
Han har tidigare spelat på NHL-nivå för Edmonton Oilers, New York Rangers och Boston Bruins och på lägre nivåer för Bakersfield Condors och Providence Bruins i AHL och Sarnia Sting, Kingston Frontenacs samt Peterborough Petes i OHL.

## Spelarkarriär

### NHL

#### Boston Bruins
Han draftades i andra rundan i 2010 års draft av Boston Bruins som 45:e spelare totalt.

#### New York Rangers
Den 25 februari 2018 blev han tradad till New York Rangers tillsammans med Matt Beleskey, Ryan Lindgren, ett draftval i första rundan 2018 och ett draftval i sjunde rundan 2019, i utbyte mot Rick Nash.

#### Edmonton Oilers
Han tradades till Edmonton Oilers i utbyte mot Ryan Strome den 16 november 2018.

#### Vancouver Canucks
Den 16 februari 2019 tradades han till Vancouver Canucks i utbyte mot Sam Gagner.

## Statistik

### Klubbkarriär
| 2008-09    | Peterborough Petes  | OHL        | 62  | 30 | 28  | 58  | 8  | 4  | 0 | 1  | 1  | 0 |
| 2009–10    | Peterborough Petes  | OHL        | 47  | 19 | 35  | 54  | 12 | 3  | 0 | 1  | 1  | 2 |
| 2010-11    | Peterborough Petes  | OHL        | 14  | 10 | 9   | 19  | 2  | —  | — | —  | —  | — |
| 2010–11    | Kingston Frontenacs | OHL        | 50  | 25 | 37  | 62  | 6  | 5  | 4 | 2  | 6  | 2 |
| 2010–11    | Providence Bruins   | AHL        | 3   | 2  | 1   | 3   | 0  | —  | — | —  | —  | — |
| 2011–12    | Kingston Frontenacs | OHL        | 27  | 14 | 18  | 32  | 8  | —  | — | —  | —  | — |
| 2011–12    | Sarnia Sting        | OHL        | 30  | 15 | 19  | 34  | 8  | 6  | 1 | 2  | 3  | 8 |
| 2011–12    | Providence Bruins   | AHL        | 5   | 1  | 3   | 4   | 0  | —  | — | —  | —  | — |
| 2012–13    | Providence Bruins   | AHL        | 59  | 17 | 40  | 57  | 14 | 12 | 2 | 3  | 5  | 4 |
| 2012–13    | Boston Bruins       | NHL        | 4   | 0  | 0   | 0   | 0  | —  | — | —  | —  | — |
| 2013–14    | Providence Bruins   | AHL        | 49  | 11 | 35  | 46  | 8  | 12 | 6 | 9  | 15 | 2 |
| 2013–14    | Boston Bruins       | NHL        | 23  | 0  | 11  | 11  | 6  | —  | — | —  | —  | — |
| 2014–15    | Boston Bruins       | NHL        | 29  | 8  | 10  | 18  | 2  | —  | — | —  | —  | — |
| 2014–15    | Providence Bruins   | AHL        | 34  | 8  | 18  | 26  | 10 | 5  | 0 | 4  | 4  | 0 |
| 2015–16    | Boston Bruins       | NHL        | 80  | 13 | 36  | 49  | 35 | —  | — | —  | —  | — |
| 2016–17    | Boston Bruins       | NHL        | 78  | 11 | 28  | 39  | 14 | 4  | 0 | 2  | 2  | 0 |
| 2017–18    | Boston Bruins       | NHL        | 39  | 9  | 16  | 25  | 2  | —  | — | —  | —  | — |
|            | New York Rangers    | NHL        | 20  | 4  | 12  | 16  | 2  | —  | — | —  | —  | — |
| 2018–19    | New York Rangers    | NHL        | 16  | 1  | 1   | 2   | 0  | —  | — | —  | —  | — |
|            | Edmonton Oilers     | NHL        | 25  | 2  | 1   | 3   | 2  | —  | — | —  | —  | — |
|            | Bakersfield Condors | AHL        | 7   | 2  | 4   | 6   | 6  | —  | — | —  | —  | — |
|            | Vancouver Canucks   | NHL        | —   | —  | —   | —   | —  | —  | — | —  | —  | — |
| NHL totals | NHL totals          | NHL totals | 314 | 48 | 115 | 163 | 63 | 4  | 0 | 2  | 2  | 0 |
| AHL totals | AHL totals          | AHL totals | 157 | 41 | 101 | 142 | 38 | 29 | 8 | 16 | 24 | 6 |

### Internationellt
| År            | Lag            | Turnering     |               | Matcher | Mål | Assist | Poäng | Utv |
| ------------- | -------------- | ------------- | ------------- | ------- | --- | ------ | ----- | --- |
| 2009          | Canada Ontario | U17           | 6             | 4       | 6   | 10     | 0     |     |
| 2010          | Canada         | WJC18         | 6             | 2       | 0   | 2      | 2     |     |
| Junior totals | Junior totals  | Junior totals | Junior totals | 12      | 6   | 6      | 12    | 2   |